# Wehen (Taunusstein)
Wehen ist der nach Einwohnerzahl drittgrößte Stadtteil von Taunusstein im Rheingau-Taunus-Kreis in Hessen. Bekannt ist der Ort durch den Fußballverein SV Wehen Wiesbaden.

## Geografische Lage
Wehen liegt im Aartal zwischen Neuhof und Hahn. Im Ort trifft die Landesstraße 3470 (Platter Straße/Weiherstraße) auf die Bundesstraße 275. Nördlich des Wehener Schlosses mündet der Schwarzbach, dessen Quellbäche im Naturschutzgebiet Silberbach, Schwarzbach und Fürstenwiese bei Wehen unterhalb der Platte entspringen, in die Aar. Im Süden reicht das Wehener Gebiet bis über den Taunushauptkamm zur Wehener Wand, zum Oberlauf des Kesselbachs und bis kurz vor das zu Wiesbaden gehörende Jagdschloss Platte. Der höchste Punkt der Gemarkung ist der Eichelberg (535,4 m).

## Geschichte

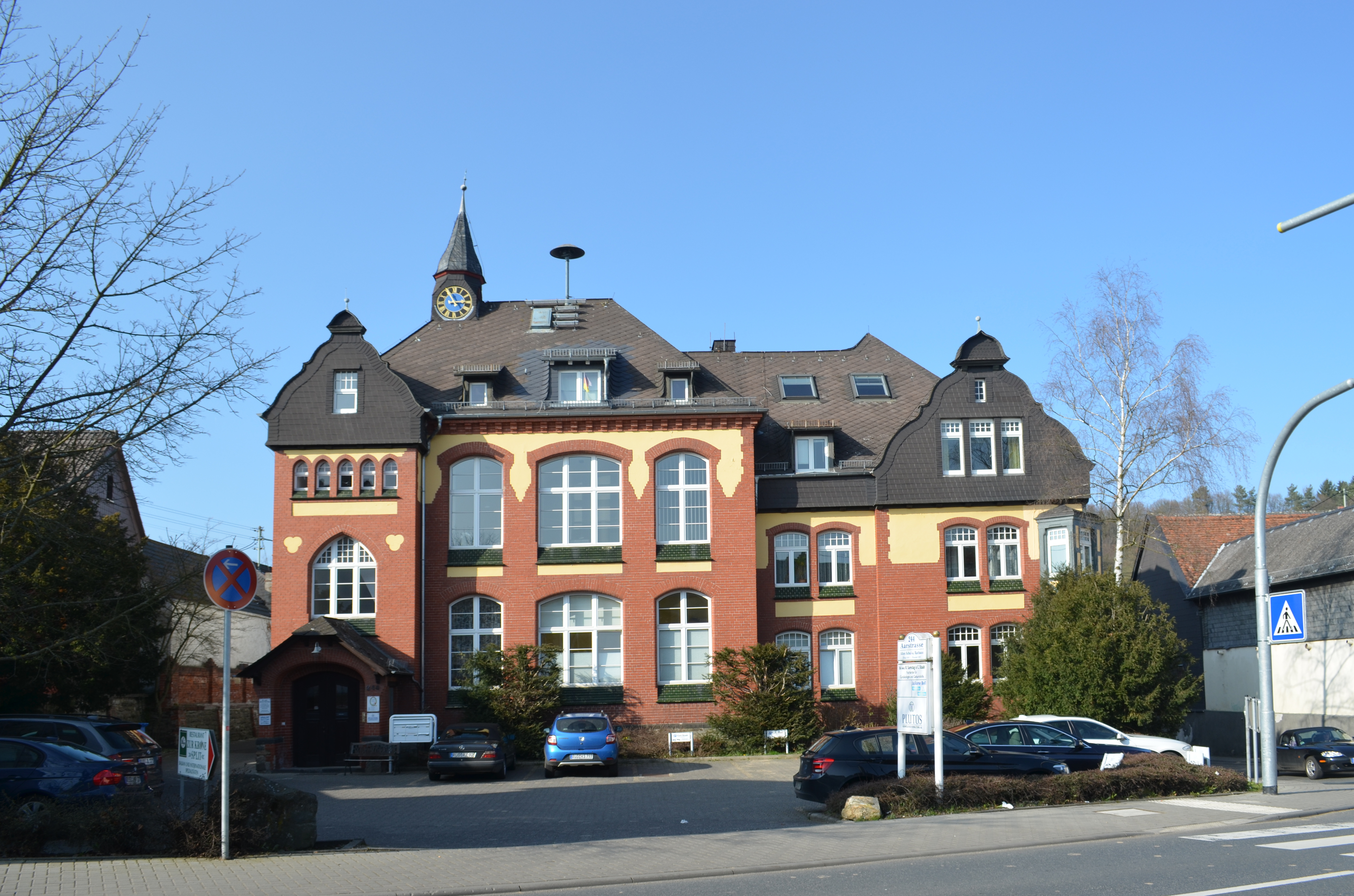
Ehemalige Schule, später als Rathaus genutzt

### Ortsgeschichte
Von der frühen Besiedlung schon zu Zeiten Roms zeugt das Kleinkastell Heidekringen.
Die älteste gesicherte schriftliche Erwähnung von Wehen erfolgte unter dem Namen Wehene im Jahr 1227 in einer Nassauischen Urkunde.
Die Nennung erfolgte im Zusammenhang mit dem seinerzeit in Wehen ansässigen Adelsgeschlecht de Wehena. 1323 bekam der Weiler Wehen von Kaiser Ludwig dem Bayern die Stadtrechte zugesprochen und wurde mit einer Stadtmauer befriedet.
Um 1330 wurde auf Veranlassung von Graf Gerlachs I. von Nassau-Weilburg mit dem Bau des Schlosses begonnen.
Nach der Erbteilung 1346 fiel Wehen an Johann I. (Nassau-Weilburg). Seither war das Schloss Gerichts- und Verwaltungssitz für den Wehener Grund (das Gebiet zwischen Kirberg, Idstein, Bad Schwalbach und Wiesbaden).
Von 1593 bis 1655 erhielten Gräfin Anna, die Witwe von Albrecht (Nassau-Weilburg) und seine Schwiegertochter Elisabeth von Nassau-Weilburg das Wehener Schloss als Witwensitz zugesprochen. Auf Annas Engagement hin wurde 1599 die erste öffentliche Schule der Region gegründet.
Im Jahre 1780 wurde Karl von Ibell, der spätere Nassauische Regierungspräsident, im Wehener Schloss geboren. Die evangelische Kirche wurde zu Anfang des 19. Jahrhunderts erbaut.
Hessische Gebietsreform (1970–1977)
Zum 1. Oktober 1971 fusionierte die bis dahin selbständige Gemeinde Wehen im Zuge der Gebietsreform in Hessen mit fünf Nachbarorten freiwillig zur neuen Stadt Taunusstein. Somit wurde Wehen ein Stadtteil von Taunusstein. Für alle nach Taunusstein eingegliederten Gemeinden wurden Ortsbezirke mit Ortsbeirat und Ortsvorsteher gebildet.

### Verwaltungsgeschichte im Überblick
Die folgende Liste zeigt die Herrschaftsgebiete und Staaten, in denen Wehen lag, und deren nachgeordnete Verwaltungseinheiten, denen es unterstand:
- 1444: Heiliges Römisches Reich, Haus Nassau, Amt Wehen
- ab 1738: Heiliges Römisches Reich, Fürstentum Nassau-Usingen, Amt Wehen
- 1787: Heiliges Römisches Reich, Fürstentum Nassau-Usingen, Amt Wehen
- ab 1806: Herzogtum Nassau, Amt Wehen
- 1812: Herzogtum Nassau, Regierungsbezirk Wiesbaden, Amt Wehen
- ab 1816: Herzogtum Nassau, Amt Wehen
- ab 1849: Herzogtum Nassau, Regierungsbezirk Wiesbaden, Kreisamt Langen-Schwalbach[Anm. 1]
- ab 1854: Herzogtum Nassau, Regierungsbezirk Wiesbaden, Amt Wehen
- ab 1867: Norddeutscher Bund, Königreich Preußen, Provinz Hessen-Nassau, Regierungsbezirk Wiesbaden, Untertaunuskreis[Anm. 2]
- ab 1871: Deutsches Reich, Königreich Preußen, Provinz Hessen-Nassau, Regierungsbezirk Wiesbaden, Untertaunuskreis
- ab 1918: Deutsches Reich, Freistaat Preußen, Provinz Hessen-Nassau, Regierungsbezirk Wiesbaden, Untertaunuskreis
- ab 1944: Deutsches Reich, Freistaat Preußen, Provinz Nassau, Untertaunuskreis
- ab 1945: Deutsches Reich, Amerikanische Besatzungszone, Groß-Hessen, Regierungsbezirk Wiesbaden, Untertaunuskreis
- ab 1946: Deutsches Reich, Amerikanische Besatzungszone, Hessen, Regierungsbezirk Wiesbaden, Untertaunuskreis
- ab 1949: Bundesrepublik Deutschland, Hessen, Regierungsbezirk Wiesbaden, Untertaunuskreis
- ab 1968: Bundesrepublik Deutschland, Hessen, Regierungsbezirk Darmstadt, Untertaunuskreis
- ab 1971: Bundesrepublik Deutschland, Hessen, Regierungsbezirk Darmstadt, Untertaunuskreis, Stadt Taunusstein
- ab 1977: Bundesrepublik Deutschland, Land Hessen, Regierungsbezirk Darmstadt, Rheingau-Taunus-Kreis, Stadt Taunusstein

## Bevölkerung

### Einwohnerentwicklung
Quelle: Historisches Ortslexikon
- 1593: 45 Haushaltungen
- 1615: 55 Haushaltungen
- 1629: 60 Haushaltungen
- 1670: 14 Haushaltungen
- um 1700: etwa 200 Einwohner
- 1747: 50 Wohnhäuser

| Wehen: Einwohnerzahlen von 1821 bis 2020 | Wehen: Einwohnerzahlen von 1821 bis 2020 | Wehen: Einwohnerzahlen von 1821 bis 2020 | Wehen: Einwohnerzahlen von 1821 bis 2020 | Wehen: Einwohnerzahlen von 1821 bis 2020 |
| --- | ---------------------------------------- | ---------------------------------------- | ---------------------------------------- | ---------------------------------------- |
| Jahr |                                          |                                          |                                          | Einwohner                                |
| 1821 | 1821                                     |                                          | 534                                      | 534                                      |
| 1834 | 1834                                     |                                          | 675                                      | 675                                      |
| 1840 | 1840                                     |                                          | 714                                      | 714                                      |
| 1846 | 1846                                     |                                          | 750                                      | 750                                      |
| 1852 | 1852                                     |                                          | 835                                      | 835                                      |
| 1858 | 1858                                     |                                          | 859                                      | 859                                      |
| 1864 | 1864                                     |                                          | 978                                      | 978                                      |
| 1871 | 1871                                     |                                          | 1.018                                    | 1.018                                    |
| 1875 | 1875                                     |                                          | 988                                      | 988                                      |
| 1885 | 1885                                     |                                          | 956                                      | 956                                      |
| 1895 | 1895                                     |                                          | 967                                      | 967                                      |
| 1905 | 1905                                     |                                          | 1.100                                    | 1.100                                    |
| 1910 | 1910                                     |                                          | 1.090                                    | 1.090                                    |
| 1925 | 1925                                     |                                          | 1.115                                    | 1.115                                    |
| 1946 | 1946                                     |                                          | 1.680                                    | 1.680                                    |
| 1950 | 1950                                     |                                          | 1.859                                    | 1.859                                    |
| 1956 | 1956                                     |                                          | 2.054                                    | 2.054                                    |
| 1961 | 1961                                     |                                          | 2.376                                    | 2.376                                    |
| 1967 | 1967                                     |                                          | 3.447                                    | 3.447                                    |
| 1970 | 1970                                     |                                          | 4.066                                    | 4.066                                    |
| 1980 | 1980                                     |                                          | ?                                        | ?                                        |
| 1990 | 1990                                     |                                          | ?                                        | ?                                        |
| 2000 | 2000                                     |                                          | 6.620                                    | 6.620                                    |
| 2011 | 2011                                     |                                          | 6.495                                    | 6.495                                    |
| 2015 | 2015                                     |                                          | 6.851                                    | 6.851                                    |
| 2020 | 2020                                     |                                          | 7.138                                    | 7.138                                    |
| Datenquelle: Historisches Gemeindeverzeichnis für Hessen: Die Bevölkerung der Gemeinden 1834 bis 1967. Wiesbaden: Hessisches Statistisches Landesamt, 1968. Weitere Quellen: LAGIS; Stadt Taunusstein; Zensus 2011 |                                          |                                          |                                          |                                          |

### Historische Religionszugehörigkeit
| • 1885: | 0855 evangelische (= 89,44 %), 75 katholische (= 7,85 %), 26 jüdische (= 2,72 %) Einwohner |
| • 1961: | 1616 evangelische (= 68,01 %), 697 katholische (= 29,34 %) Einwohner                       |

## Politik
Für Wehen besteht ein Ortsbezirk (Gebiete der ehemaligen Gemeinde Wehen) mit Ortsbeirat und Ortsvorsteher nach der Hessischen Gemeindeordnung.
Der Ortsbeirat besteht aus neun Mitgliedern. Seit den Kommunalwahlen 2021 gehören ihm zwei Mitglieder der SPD, drei der CDU, zwei des Bündnis 90/Die Grünen und je ein Mitglied der FWG und der AfD an. Ortsvorsteher ist Dennis May (SPD).

## Sehenswürdigkeiten

### Wehener Schloss

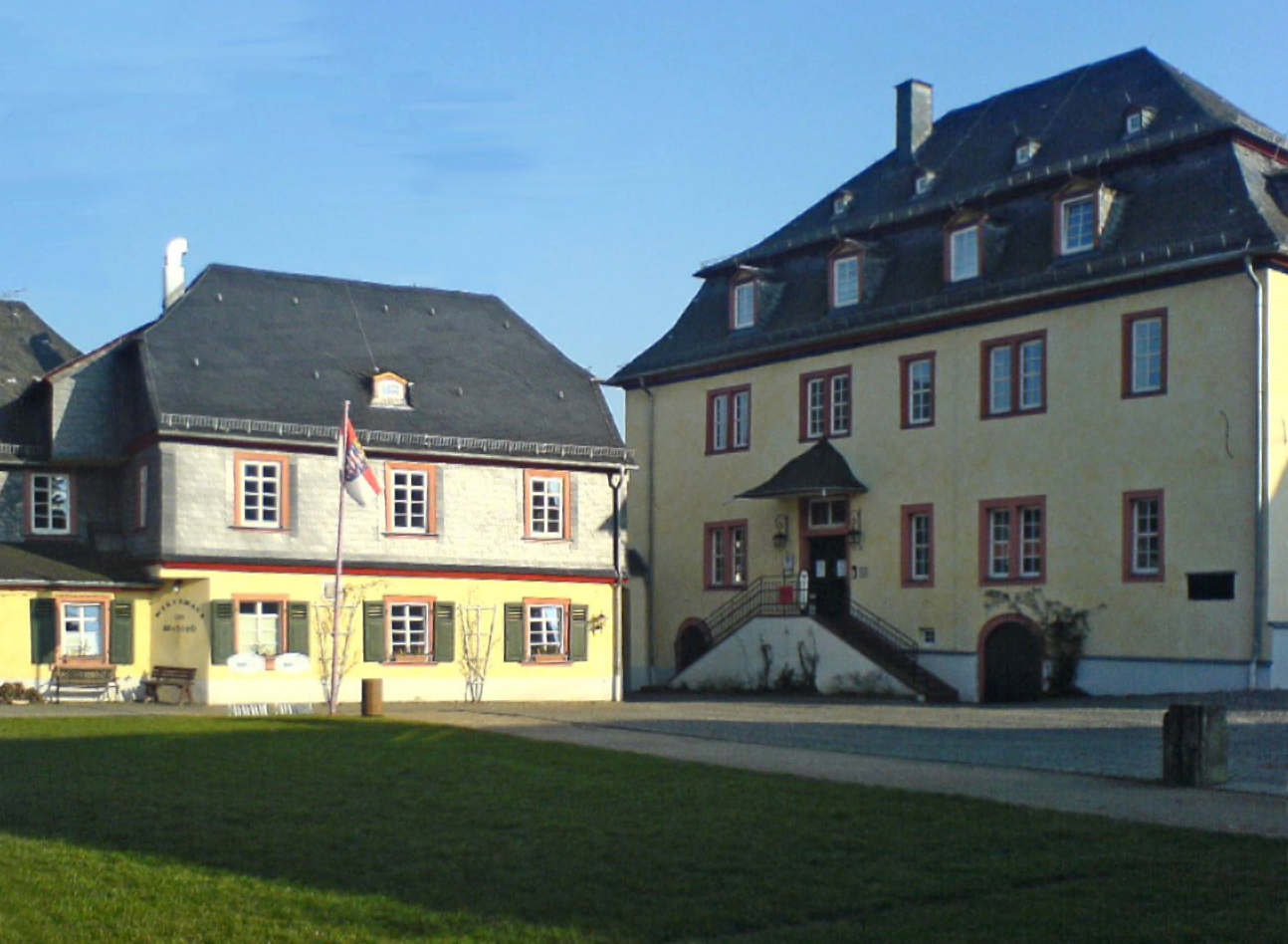
Wehener Schloss

Um 1330 wurde mit dem Bau des Schlosses begonnen. Von 1346 an war der Gebäudekomplex Gerichts- und Verwaltungssitz für den Wehener Grund. Das Wehener Schloss wurde unter anderem als Witwensitz und Jagdschloss genutzt. Heute steht es unter Denkmalschutz und beherbergt das Taunussteiner Museum und eine Gaststätte.

### Evangelische Kirche

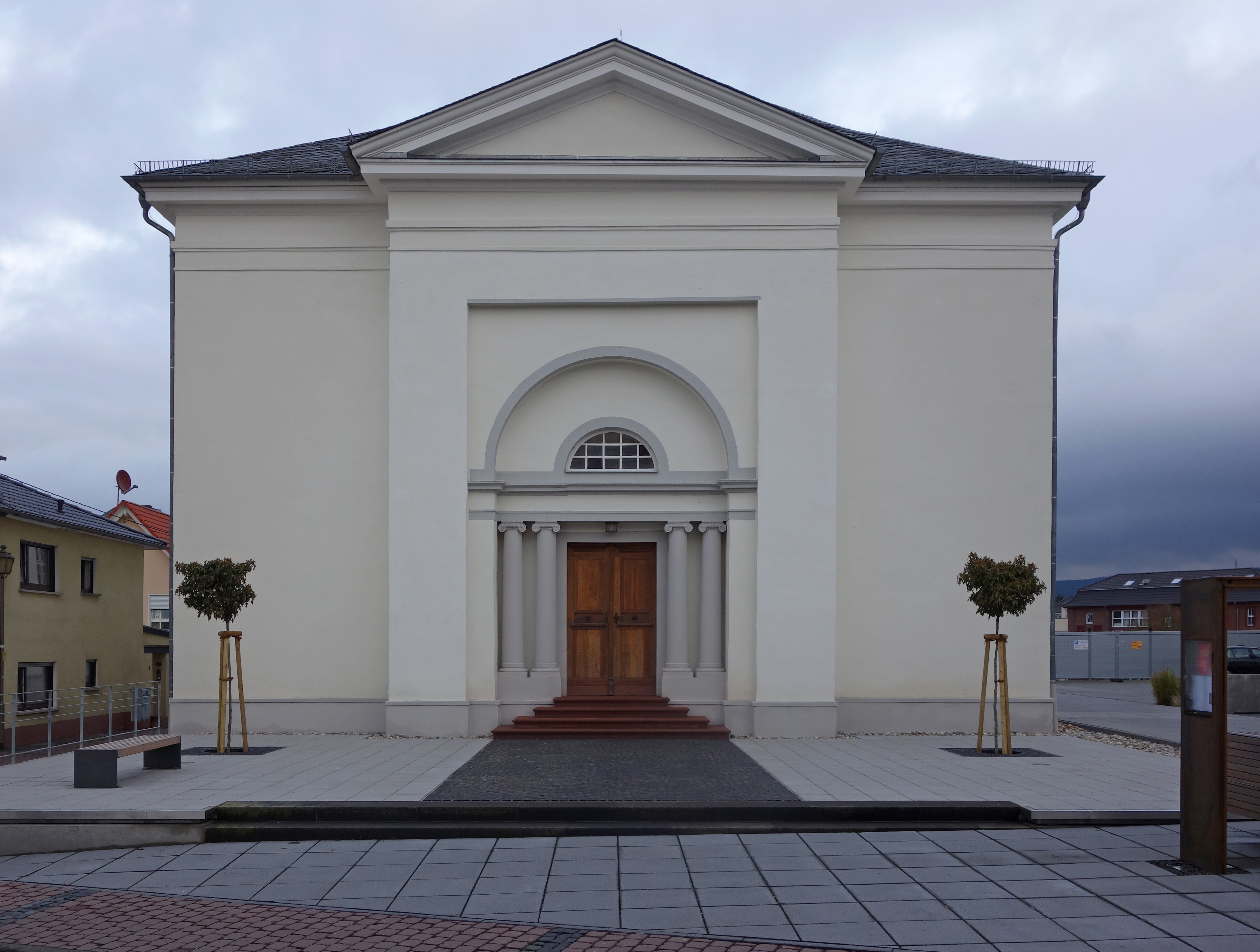
Ev. Kirche – Außenansicht nach der umfangreichen Instandsetzung 2012

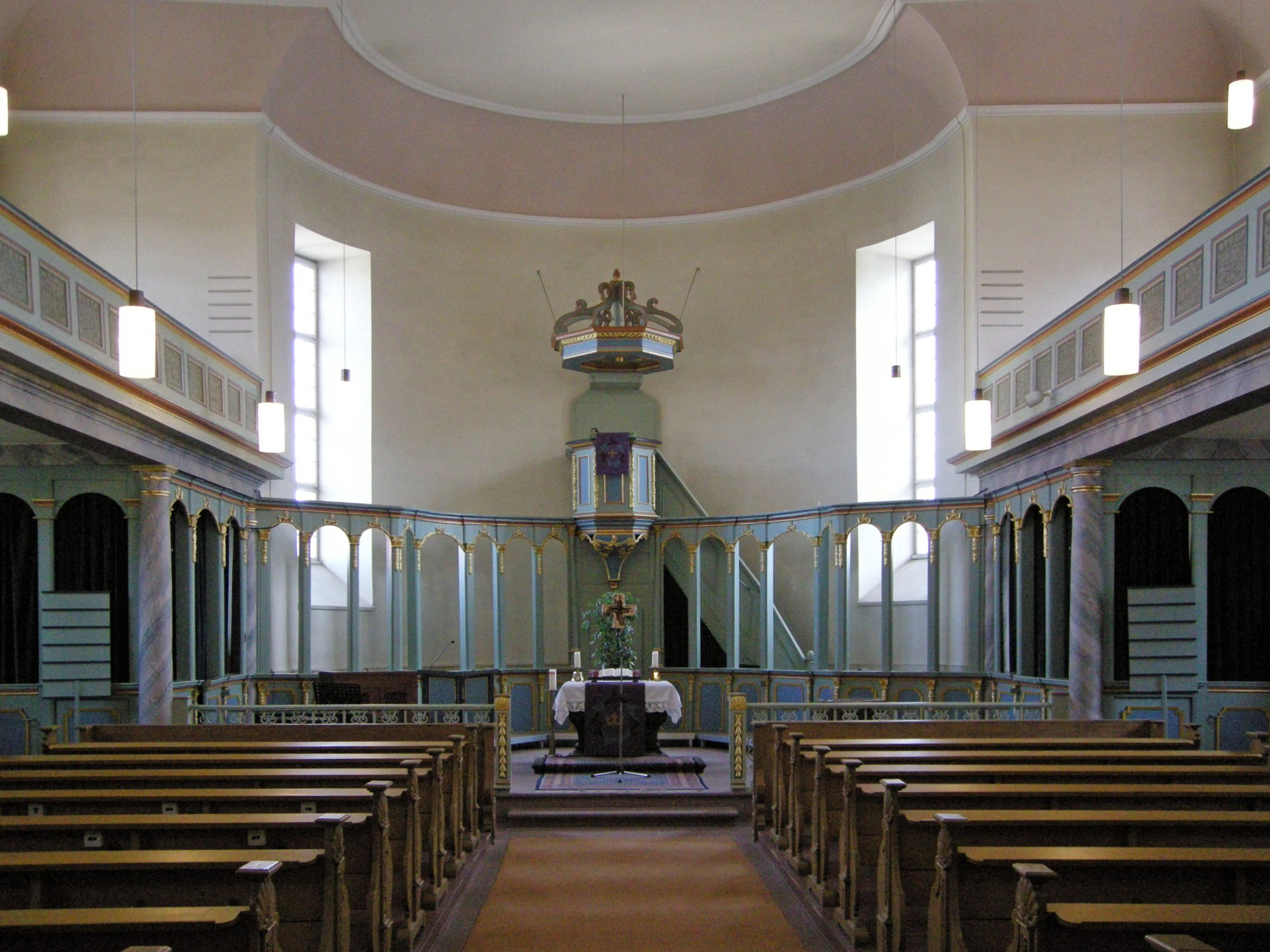
Ev. Kirche – Innenansicht 2009

Die denkmalgeschützte Evangelische Kirche Wehen wurde zwischen 1810 und 1812 unter Verwendung von Steinen der alten Stadtbefestigung (Stadtmauer, Obertorturm) am Standort des früheren fürstlichen Jagdzeughauses nach Plänen des herzoglich nassauischen Baudirektors Carl Florian Goetz erbaut. Die historische Orgel der ev. Kirche Wehen ist eine der wenigen original erhaltenen Instrumente des Wiesbadener Orgelbauers Heinrich Voigt. Im Oktober 1999 wurde sie restauriert und in den Originalzustand zurückgeführt.

### Weitere Kulturdenkmäler
- Kleinkastell Heidekringen
- Aarstraße 234; Fachwerkwohnhaus
- Aarstraße 240; Fachwerkwohnhaus
- Aarstraße 244/Wilhelmstraße 1; Rathaus
- Aarstraße 246; Hofreite
- Aarstraße 262; Scheune
- Amtsstraße 3; Scheune mit altem Tor
- Gerichtsstraße 1; Fachwerkwohnhaus
- Gerichtsstraße 2; ehem. Amtsgericht
- Glockenstraße 3; Fachwerkwohnhaus
- Glockenstraße 6; ehem. evangelisches Pfarrhaus
- Gesamtanlage Im Hängel
  - Im Hängl 7; Hofreite
  - Im Hängl 9; Wohnhaus
  - Im Hängl 11; Wohnhaus mit Scheune
  - Im Hängl 13; Wohnhaus
- Mainzer Allee/Friedhof; Kriegerdenkmal
- Mainzer Allee 9; Fachwerkhaus
- Neuer Weg; Jüdischer Friedhof
- Platter Straße 85; Wohnhaus, evtl. ehem. Forsthaus
- Wilhelmstraße 7; Wohnhaus einer Hofreite
- Bettelmannsbaum (Winterlinde)

## Wirtschaft und Infrastruktur

### Verkehr
Wehen liegt an der Bundesstraße 275.
Der Bahnhof Hahn-Wehen wurde an der 1889 eröffneten Aartalbahn errichtet, die Nachbarstationen sind Bleidenstadt und Eiserne Hand. Nach der Einstellung des Bundesbahn-Zugbetriebs im Jahr 1983 verkehrten dort von 1986 bis 2009 Museumszüge der Nassauischen Touristik-Bahn. Das aus der Nachkriegszeit stammende Bahnhofsgebäude wurde 2015 abgerissen.

### Öffentliche Einrichtungen
- Silberbachschule
- Kindergärten und Kindertagesstätte